# Beuchen
Als Beuchen, Bäuchen oder Bauchen bezeichnet man das alkalische Abkochen mit oder ohne Druck in der Textilveredelung. Das Verfahren dient zur Entfernung verunreinigender und für nachfolgende Prozesse störender Substanzen in Garnen und Geweben aus Zellulosefasern, d. h. aus Baumwolle und Leinen, mit der Wirkung einer Vorbleiche. Der Vorgang wurde auch als Beichen und allgemein einfach als Laugen bezeichnet.
Bei Baumwolle dient das Beuchen zum Entfernen von
- Schalenteilen (Reste der Samenschalen)
- niedermolekularen Celluloseanteilen (z. B. unreife Baumwollfasern)

und Begleitstoffen wie
- Fetten und Wachsen
- Pektinen
- Proteinen
- Calcium- und Magnesium-Phosphaten, Aluminium- und Eisen-Oxiden
- Schlichteabbauprodukten und Restschlichte
- Schmutz und Staub
- sowie von Resten der bei der Aufzucht und Fasergewinnung aufgebrachten Chemikalien.

Der industrielle Prozess wird unter Druck bei 110 °C bis 130 °C durchgeführt und führt zu einem Gewichtsverlust von 3 % bis 8 %. Dabei werden neben dem Alkalispender (in den meisten Fällen Natronlauge) ätzalkalistabile Netzmittel und Tenside, sowie Komplexbildner, Dispergiermittel und Reduktionsmittel eingesetzt. Bei Anwendung stärkehaltiger Schlichte muss zusätzlich entschlichtet werden. Das alkalische Abkochen wird nur bei schlechter Ausgangsware alleine angewandt, sonst als kombinierte Bleiche mit Abkochung. Eine Alternative zu diesem Verfahren stellt die Saure Vorbehandlung dar.
In der bäuerlichen Flachsverarbeitung wurde das Beuchen in geschlossenen eisernen Kesseln (sogenannten Bäuchkesseln) oder in bedeckten Holzbottichen ausgeführt. Die zu behandelnden Stoffbahnen oder Leinenstränge wurden ins Bauchfass geschichtet. Zuoberst kam ein grobes Leintuch, das mit Buchenasche bedeckt und mit heißem Wasser übergossen wurde. Dadurch entstand eine Lauge, die man durch die Wäsche sickern ließ, aus dem Bottich abließ, erhitzte und wieder über das Leinen goss. Dieser Vorgang wurde mehrfach wiederholt. Schmutzpartikel wurden dabei gelöst und entfernt. Der Arbeitsgang dauerte einen ganzen Tag.